# 三仏生遺跡
座標: 北緯37度20分33.4秒 東経138度49分03.4秒 / 北緯37.342611度 東経138.817611度
三仏生遺跡（さんぶしょういせき）、または、清水上遺跡（しみずのうえいせき）は、新潟県小千谷市三仏生にある縄文時代中期から弥生時代にかけての複合遺跡。「清水上遺跡」として小千谷市指定史跡に指定されている。ここから出土した縄文後期の土器は三仏生式土器と呼ばれる。

## 概要
信濃川左岸に位置し、信濃川の形成した沖積地帯への始端部にあたる、低台地状の河岸段丘上にある。信濃川との比高15メートルで、幅700メートルのこの丘陵の西側はかつて信濃川の蛇行による河跡沼湖の湿潤な地帯であったが、現在は水田化されている。

## 基本層序
層序は、越後山地周縁部の河川流域の台地･段丘に発達するもの。安山岩漿の玻璃質を含む岩漿玻璃火山灰が60センチメートル - 100センチメートルの厚さ。本黒色ローム層と不規則に接する下層は、黄褐色粗粒まじりの凝灰質砂質粘土層であり、中には流紋岩の風化礫や安山岩類礫を含む本層で地山と呼ばれるもの。
地表から順に耕土（厚30センチメートル）、黒褐色土層（厚30センチメートル）、薄層（厚10-20センチメートル）、赤褐色砂質岩層（地山:厚1メートル）、砂礫層である。

## 発掘調査

### 年表
- 大正時代、三仏生村の小学校教諭であった細貝嘉明が遺物収集を開始。
- 1943年（昭和18年）頃まで、信濃川が越後平野へ出る、小千谷･片貝蒲原地区の豊富な先史遺跡の一つとして専門家の間で高い評価がされていた。
- 1953年（昭和28年）6月 長岡市立科学博物館考古部長の中村孝太郎らが訪問。
- 1953年（昭和28年）11月 再び中村孝太郎が片貝町の浅田壮太郎らと共に訪れ、湮滅速度がはやいことから、発掘調査を計画。
- 1955年（昭和30年）8月3日 - 9日 長岡市立科学博物館主体で、発掘調査（発掘担当･指導者 日本考古学協会委員長藤田亮策、小千谷市教育委員会･長岡市･長岡市教育委員会公園）。

## 出土品

### 三仏生式土器
縄文時代後期の土器。関東の加曽利B式と文様･装飾など類似点が多い。把手状の巨大な突起は東北の該期土器と類似している。このように、関東の東北の要素を含んでいることから、この地は、東北と交流していたことを示す。三仏生遺跡で三仏生式土器は全出土量の22パーセント、精製土器の中では67パーセントを占める。
三仏生式土器の他、早いものでは縄文時代中期~後期前半の三十稲場式土器、縄文時代中期･晩期の土器、安行式（前半）土器に対比するもの、土師様土器ないし石倉式土器と呼ばれる亀ヶ岡式土器に属するもの、多孔底土器、楕円捺型文土器、弥生土器、縄文の粗製土器で斜行縄文、撚紋･網上紋のある土器などの土器が出土した。土器以外にも、土錘や耳飾、土偶（破片）、石鏃などが出土した。竪穴建物1軒、平地建物1軒の跡も発見された。
大きな石鏃が出土したことから、鮭を捕まえる等していたことが分かる。信濃川は現在とほぼ流路は変わらないが、縄文時代は水量が豊富だったとみられる。